# Украшенный степной тинаму
Украшенный тинаму, или украшенный степной тинаму (лат. Nothoprocta ornata) — вид птиц семейства тинаму.

## Описание
Птица достигает в длину 32 см. Верхняя часть тела коричнево-серой окраски с чёрными пятнами. Брюхо охряно-жёлтое. Клюв тонкий и изогнутый. Клюв и ноги жёлтого или серого цвета.

## Ареал и места обитания
Вид распространён в южном и центральном Перу, юго-западной Боливии, северном Чили и северо-западной Аргентине. Вид встречается в высокогорных лугах на высоте 3450—4700 метров над уровнем моря. Питается в основном фруктами и ягодами. В небольших количествах поедает беспозвоночных, цветы, семена.

## Размножение
Яйца насиживает самец. В одной кладке могут быть яйца от 4-х самок. Гнёзда размещены на земле. Насиживание длится 2—3 недели.

## Подвиды
Международный союз орнитологов выделяет три подвида украшенного степного тинаму:
- Nothoprocta ornata ornata распространён в южном и центральном Перу, юго-западной Боливии, на севере Чили;
- Nothoprocta ornata branickii центральное Перу;
- Nothoprocta ornata rostrata север Аргентины.

Выделяемый ранее в отдельный вид перуанский степной тинаму (Nothoprocta kalinowskii) считается синонимом степного.